# Supercoupe d'Europe masculine de handball 2004
Navigation
Supercoupe 2003 Supercoupe 2005
La Supercoupe d'Europe masculine de handball 2004 est la 8e édition de la compétition qui a eu lieu les 27 et 28 novembre 2004 à Ciudad Real en Espagne.
Elle est remportée par le RK Celje Pivovarna Laško pour la 1re fois.

## Équipes engagées et formule
Les équipes engagées sont :
- RK Celje Pivovarna Laško, vainqueur de la Ligue des champions 2003-2004 (C1) ;
- BM Valladolid, finaliste de la Coupe des coupes (C2), en remplacement du vainqueur, le Portland San Antonio, forfait à la suite du décès brutal de son gardien de but Vladimir Rivero[3] ;
- THW Kiel, vainqueur de la Coupe de l'EHF ;
- BM Ciudad Real, invité en tant qu'organisateur.

Le format de la compétition est une phase finale à 4 (demi-finale, finale et match pour la 3e place) avec élimination directe.

## Résultats
|  | Demi-finales   | Demi-finales |                        |    | Finale | Finale |
|  | Demi-finales   | Demi-finales |                        |    | Finale | Finale |
|  |                |              |                        |    |        |        |
|  |                |              |                        |    |        |        |
|  |                |              |                        |    |        |        |
|  | THW Kiel       | 37           |                        |    |        |        |
|  | THW Kiel       | 37           |                        |    |        |        |
|  | BM Valladolid  | 35           |                        |    |        |        |
|  | BM Valladolid  | 35           | THW Kiel               | 29 |        |        |
|  |                |              | THW Kiel               | 29 |        |        |
|  |                | RK Celje PL  | 30                     |    |        |        |
|  | BM Ciudad Real | RK Celje PL  | 30                     | 31 |        |        |
|  | BM Ciudad Real |              |                        | 31 |        |        |
|  | RK Celje PL    | 35           |                        |    |        |        |
|  | RK Celje PL    | 35           | Match pour la 3e place |    |        |        |
|  |                |              |                        |    |        |        |
|  |                |              |                        |    |        |        |
|  |                |              |                        |    |        |        |
|  | BM Ciudad Real | 34           |                        |    |        |        |
|  | BM Ciudad Real | 34           |                        |    |        |        |
|  | BM Valladolid  | 24           |                        |    |        |        |
|  | BM Valladolid  | 24           |                        |    |        |        |

### Demi-finales
| 27 novembre 2004 13h00 | THW Kiel         | 37 - 35   | BM Valladolid | Ciudad Real, Espagne Affluence : 2 500 Arbitrage : Miroslaw Baum, Marek Goralczyk |
| 27 novembre 2004 13h00 | Boquist, Hagen 8 | (20 - 20) | Julio Fis 9   | Ciudad Real, Espagne Affluence : 2 500 Arbitrage : Miroslaw Baum, Marek Goralczyk |
| 27 novembre 2004 13h00 | ×3               | Rapport   | ×3 ×1         | Ciudad Real, Espagne Affluence : 2 500 Arbitrage : Miroslaw Baum, Marek Goralczyk |

| 27 novembre 2004 18h00 | BM Ciudad Real  | 31 - 35   | RK Celje Pivovarna Laško | Ciudad Real, Espagne Affluence : 5 200 Arbitrage : Peter Hansson, Peter Olsson |
| 27 novembre 2004 18h00 | Džomba, Uríos 7 | (15 - 15) | Siarhei Rutenka 12       | Ciudad Real, Espagne Affluence : 5 200 Arbitrage : Peter Hansson, Peter Olsson |
| 27 novembre 2004 18h00 | ×3 ×6           | Rapport   | ×3 ×6                    | Ciudad Real, Espagne Affluence : 5 200 Arbitrage : Peter Hansson, Peter Olsson |

### Match pour la3eplace
| 28 novembre 2004 13h00 | BM Ciudad Real  | 34 - 24   | BM Valladolid | Ciudad Real, Espagne Affluence : 3 800 Arbitrage : Peter Hansson, Peter Olsson |
| 28 novembre 2004 13h00 | Hussein Zaky 14 | (19 - 13) | Julio Fis 9   | Ciudad Real, Espagne Affluence : 3 800 Arbitrage : Peter Hansson, Peter Olsson |
| 28 novembre 2004 13h00 | ×2 ×5           | Rapport   | ×2 ×5         | Ciudad Real, Espagne Affluence : 3 800 Arbitrage : Peter Hansson, Peter Olsson |

### Finale
| 28 novembre 2004 16h00 | THW Kiel          | 29 - 30   | RK Celje Pivovarna Laško | Ciudad Real, Espagne Affluence : 4 000 Arbitrage : Miroslaw Baum, Marek Goralczyk |
| 28 novembre 2004 16h00 | Johan Petersson 8 | (17 - 15) | Siarhei Rutenka 10       | Ciudad Real, Espagne Affluence : 4 000 Arbitrage : Miroslaw Baum, Marek Goralczyk |
| 28 novembre 2004 16h00 | ×3 ×4             | Rapport   | ×3 ×2                    | Ciudad Real, Espagne Affluence : 4 000 Arbitrage : Miroslaw Baum, Marek Goralczyk |

## Anecdote
Les 14 buts marqués par Hussein Zaky face au BM Valladolid lors du match pour la troisième place constituent le record du nombre de buts marqués sur un match par un joueur du BM Ciudad Real. 